# Ilhas do Essequibo–Demerara Ocidental
Ilhas do Essequibo–Demerara Ocidental (em inglês Essequibo Islands–West Demerara) é uma região da Guiana, dividida pelo rio Essequibo. É banhada pelo Oceano Atlântico ao norte e faz fronteira com a região de Demerara–Mahaica a leste, com a região de Alto Demerara–Berbice ao sul e com as regiões de Cuyuni–Mazaruni e Pomeroon–Supenaam a oeste. 
As principais cidades da região são Parika, Leonora e Uitvlugt. 

## Geografia
Faz parte da região as grandes ilhas localizadas na desembocadura do rio Essequibo, incluindo a ilhas Wakenaam e Leguan.
Sua parte ocidental é reclamada por Venezuela como parte de seu território que denomina Guiana Essequiba. 